# Hamadryader

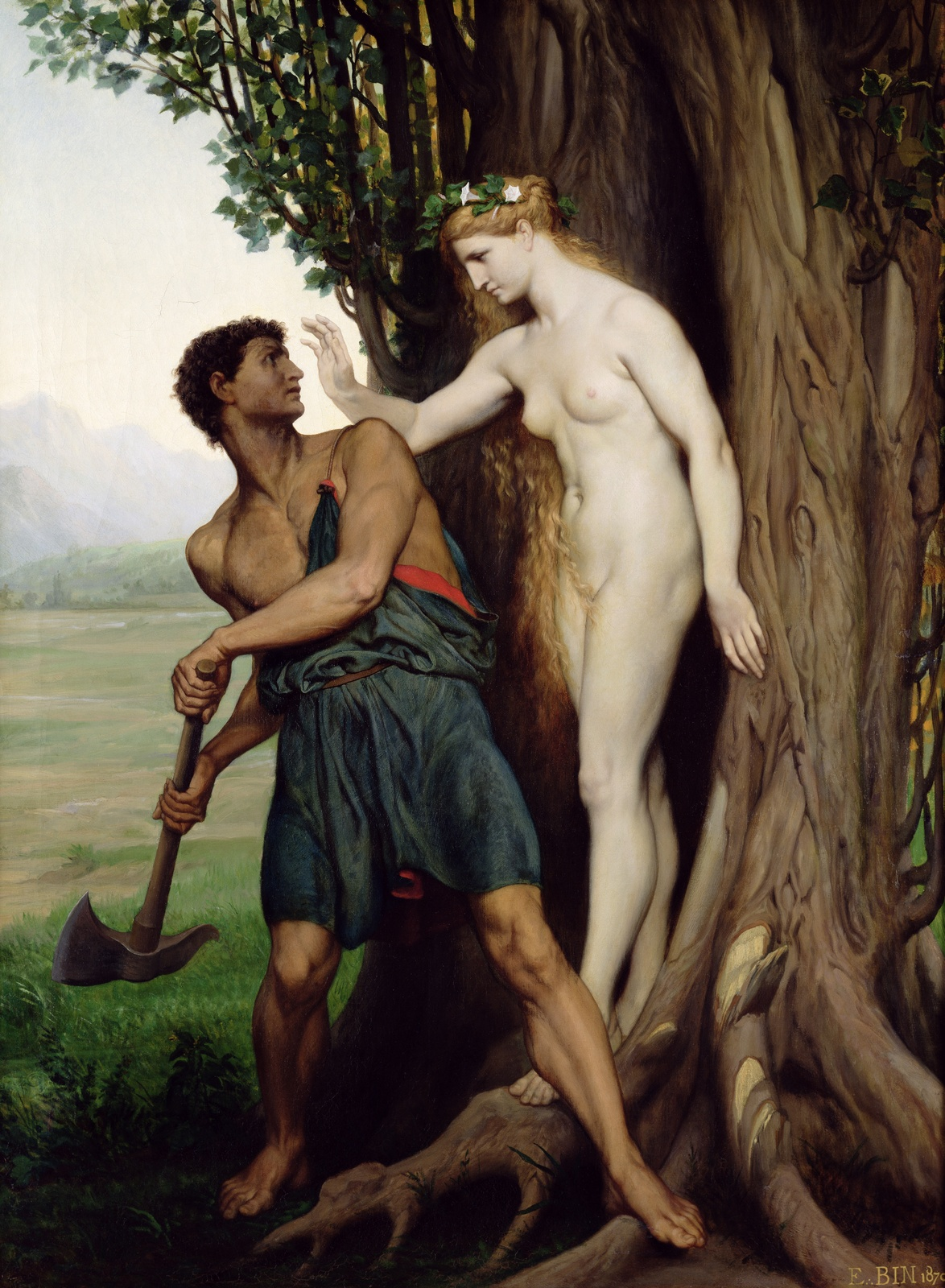
Emile Jean Baptiste Philippe Bin. Hamadryade (1870)

Hamadryader var i grekisk mytologi en speciell sorts dryader (trädnymfer) som var beroende av sina träd för att överleva. Hamadryaderna föds bundna till ett specifikt träd, och om det trädet dör, dör också dryaden. Därför kunde dryaderna straffas av gudarna och dödliga som skadade träd.
De första hamadryaderna var de åtta döttrarna till Oxylos och Hamadryas:
- Aigeiros (grek. Αιγερος): svartpoppel (Populus nigra)
- Ampelos (grek. Αμπελος): vinrankan (Vitis silvestris), hundrovan (Bryonia creticus), den svarta hundrovan (Tamus communis) samt sjögräs och tång (Fucus volubilis).
- Balanos (grek. Βαλανος): ekträdet.
- Karya (grekiska: Καρυά): nötträd, både hasselnöt (Corylus avellana), valnöt (Juglans regia), söt kastanj (Castanea vesca) och olika hasselsorter (Corylus avellana).
- Kraneia (grek. Κρανεια): körsbärskornell.
- Morea (grek. Μορεα): mullbärsträdet (Morus nigra).
- Ptelea (grek. Πτελεα): den europeiska almen (Ulmus glabra).
- Sykê (grek. Σνκη): fikonträdet (Ficus carica).